# Edgar Pujol
Edgar Pujol, né le 7 août 2004 à Sabadell en Espagne, est un footballeur international dominicain. Il joue au poste de défenseur central à Real Madrid Castilla. 

## Carrière

### En sélection
Il a représenté l'Espagne dans les moins de 15 ans, 16 ans, 18 ans et 19 ans. Avec les -19 ans, il participe au championnat d'Europe en 2023 à Malte. Il fait 4 apparitions durant le tournoi  et Espagne s'incline 3-2 en demi-finale contre l'Italie.
En 2024, il participe avec la sélection olympique de la République dominicaine aux Jeux Olympiques de Paris en 2024 mais il ne joue aucun match pendant le tournoi et les dominicains quittent le tournoi à la phase des groupes. 
Le 6 juin 2025, il joue son premier match avec la République dominicaine lors d'un match dans les éliminatoires de la coupe du monde 2026 contre le Guatemala et les dominicains s'inclinent 4-2.
Il fait partie de l'équipe qui participe à la Gold Cup 2025.